# 大阪府立花園高等学校
大阪府立花園高等学校（おおさかふりつ はなぞのこうとうがっこう、英称：Osaka Prefectural Hanazono High School）は、大阪府東大阪市花園東町三丁目にある公立高等学校。

## 概要
入学生急増期の生徒受け入れを図る府立高等学校として、1963年に現在地（当時は河内市）に建設された。校訓は誠実、努力、協調。通称は「花高」（はなこう）。
全日制課程の普通科と国際文化科を併設する。国際文化科は2021年度入学生より、従来の国際教養科を発展させて改編した形になっている。
2011年より、イングリッシュフロンティアハイスクールズG2グレード校に指定されている。

## 沿革
- 1961年2月 - 高校生急増対策として設置決定。
- 1962年9月 - 校名決定。
- 1963年4月 - 大阪府立花園高等学校として開校。全日制普通科を設置。
- 1992年4月 - 国際教養科を併設。
- 2021年 - 国際文化科を設置（従来の国際教養科を改編）。

## 交通
- 近鉄奈良線 東花園駅 南へ約470m。

## 出身者
- 河島英五 - シンガーソングライター
- 野田義和 - 東大阪市長
- 宗清皇一 - 衆議院議員